# 1-й Метеорологічний провулок (Житомир)
1-й Метеорологічний провулок — провулок в Богунському районі міста Житомира.     

## Характеристики
Розташований у північно-західній частині міста.             
Бере початок з Новопівнічної вулиці. Прямує на південь. Завершується перехрестям з Метеорологічним провулком.             

Забудова провулка — садибна житлова.     

## Історія
Провулок прорізано після Другої світової війни на вільних від забудови землях між садибами вулиць Котляревського, Новопівнічної, Чехова та Метеорологічного провулка. Станом на початок ХХ ст. за місцем розташування провулка на мапі показані фруктові сади.
Провулок сформувався та забудувався у 1950-х роках.        